# Cantonul Lens-Nord-Est
Cantonul Lens-Nord-Est este un canton din arondismentul Lens, departamentul Pas-de-Calais, regiunea Nord-Pas-de-Calais, Franța.

## Comune
| Comune           | Populație (1999) | Cod poștal | Cod INSEE |
| ---------------- | ---------------- | ---------- | --------- |
| Annay            | 4 718            | 62880      | 62033     |
| Lens             | 36 206 (1)       | 62300      | 62498     |
| Loison-sous-Lens | 5 579            | 62218      | 62523     |